# Боббі Трейнор
Боббі Трейнор (англ. Bobby Trainor, нар. 25 квітня 1934) — північноірландський футболіст, що грав на позиції півзахисника за клуб «Колрейн».

## Клубна кар'єра
У дорослому футболі грав за команду «Колрейн». 

## Виступи за збірну
Не провів жодної офіційної гри за національну збірну Північної Ірландії, утім був у її заявці на чемпіонаті світу 1958 року у Швеції, де на поле не виходив.